# Csörgőlabda
A csörgőlabda a látássérültek sportja, melyet csörgőkkel töltött labdával játszanak, a cél a labda begördítése az ellenfél kapujába. A látássérült játékosok számára a labda helyzetét a csörgők jelzik. Paralimpiai sportág.

## Története
1946-ban, Németországban és Ausztriában alakult ki Sett Reindl és Hans Lorensen munkája révén. A háborúban megvakult veteránok számára találták ki, a katonák erőnlétének ápolására és a megváltozott életminőségük fejlesztéséhez használták.
Először Európában lett népszerű, például Dániában 1964-ben tartották az első mérkőzést. Versenysporttá az 1970-es években fejlődött. Először nem volt különösebben szabályozva, a szabályok országonként változtak. 1976-ban Torontóban mutatták be a sportágat a Paralimpiai játékokon. Az 1980-as arnhemi paralimpián játszották először hivatalos sportágként. Az első világbajnokságot 1978-ban, Ausztriában rendezték.
Magyarországon 1976 óta játsszák a sportot, 1982 óta magyar bajnokságot is rendeznek. A magyar férfi válogatott 1981-ben Európa-bajnokságot, 1999-ben világkupát nyert.

## Játékmenet
A csörgőlabdát mindkét nem vak és látássérült sportolói játsszák. A pályán csapatonként egyszerre három játékos lehet, a játék célja, hogy a labdát az ellenfél kapujába gurítsák, kézzel. A labdában található csörgők segítik a játékosokat, ezért a mérkőzés közben a közönségnek csendben kell maradni. A játékosok szemét bekötik, hogy minden látássérült játékos egyenlő esélyekkel játszhasson. A játékidő kétszer tizenkét perc. A pálya mérete 9X18m (mint a röplabdapálya). A kapu a teljes alapvonalat elfoglalja, és 1,3 m magas. A játékosok a saját kapujukhoz közeli harmadban kell maradjanak, védjenek, támadjanak, tehát az ellenfelek nem érintkeznek mérkőzés közben.

## Szervezetek
A csörgőlabda sportág Magyarországon a Magyar Kézilabda Szövetség hatásköre alá tartozik. Nemzetközi szervezete az IBSA (International Blind Sports Association), amelyet 1981-ben, Párizsban alapítottak. Céljuk, hogy a fogyatékkal élők – különösen a vakok és gyengén látók – fizikai aktivitását segítse. 